# جنيد بك الآيديني
جنيد بك الآيديني هو سياسي عثماني شغل منصب والي في الدولة العثمانية.

## مناصبه
تولى المناصب التالية:
- أمير آيدين (1405–1426)